# 叙布利尼 (谢尔省)
叙布利尼（法語：Subligny，法語發音：[sybliɲi]）是法国谢尔省的一个市镇，属于布尔日区。

## 地理
叙布利尼（47°24'13"N, 2°45'17"E）面积17.26 平方千米，位于法国中央-卢瓦尔河谷大区谢尔省，该省份为法国中部省份，北起卢瓦雷省，西接卢瓦-谢尔省和安德尔省，南至克勒兹省，东南接阿列省，东临涅夫勒省。
与叙布利尼接壤的市镇（或旧市镇、城区）包括：阿西尼、梅讷图拉泰勒、桑塞尔地区圣热姆、桑塞尔地区萨维尼、叙里昂沃。

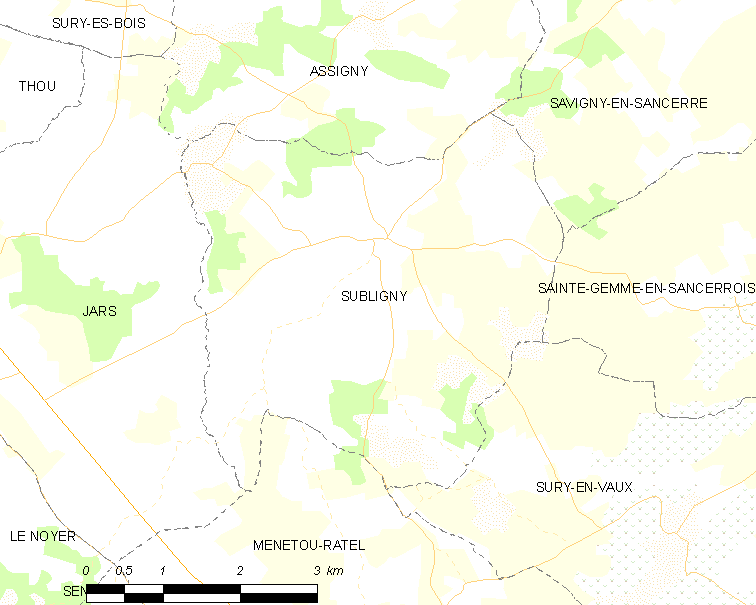
的OSM定位图

叙布利尼的时区为UTC+01:00、UTC+02:00（夏令时）。

## 行政
叙布利尼的邮政编码为18260，INSEE市镇编码为18256。

## 政治
叙布利尼所属的省级选区为桑塞尔县。

## 人口

1962-2008年间人口变化图示

叙布利尼于2022年1月1日时的人口数量为337人。